# Grandville (Michigan)
Grandville ist eine Stadt (City) im Kent County, Michigan in den Vereinigten Staaten. Das U.S. Census Bureau hat bei der Volkszählung 2020 eine Einwohnerzahl von 16.083 ermittelt.
Der Ort, im Südwesten des Bundesstaates, liegt am Grand River etwa 10 Meilen hinter Grand Rapids, der zweitgrößten Stadt Michigans und ist gleichzeitig Teil des Großraums Grand Rapids. Grandville ist einer der ältesten Vororte von Grand Rapids und wurde 1933 als Stadt etabliert.

## Geschichte

### Siedlung
Grandville war aufgrund seiner Lage an der Flussbiegung des Grand River während der Abholzungsjahre in der Geschichte Michigans geographisch ein wichtiger Ort. Es war wichtig, Menschen dort zu haben, die dafür sorgten, dass sich die Stämme nicht stauten, als der Fluss nach Nordwesten in Richtung Grand Haven abbog.

### Etablierung
Grandville wurde im Jahre 1933 als Stadt etabliert. Infrastruktur und Versorgungseinrichtungen wurden bald entwickelt, einschließlich einer neuen Abwasserentsorgung.
In den 1980er Jahren erlebte Grandville aufgrund des Wachstums des Großraums Grand Rapids nach der Rezession Anfang der 1980er Jahre in den Vereinigten Staaten ein noch stärkeres Wachstum. 1987 richtete der Farbmess- und -hersteller X-Rite ein Jahr nach dem Börsengang seinen Hauptsitz in der Stadt ein und wurde bald zu einem der am schnellsten wachsenden Unternehmen in Michigan.[9]
In den 1990er Jahren wurde die Stadt für eine größere Entwicklung ins Auge gefasst. 1990 hatten die Bauträger begonnen, die Entwicklung eines neuen Einkaufszentrums nahe der Kreuzung der 44th Street und Ivanrest ins Auge zu fassen und trafen sich mit der Stadt zur Genehmigung. 1999 wurde schließlich der Bau der Rivertown Crossings Mall, eines Einkaufszentrums, abgeschlossen.
Bis in die 2000er Jahre erlebte Grandville nach der Eröffnung von Rivertown Crossings ein kontinuierliches Wachstum. Nach dem Bau des Einkaufszentrums entstanden auf dem Rivertown Parkway mehrere Restaurants und Einkaufszentren. Zu Beginn der Großen Rezession hatte X-Rite jedoch 2007 seinen Hauptsitz nach Kentwood, Michigan, verlegt[11].
Nach der Rezession in den 2010er Jahren kam es in der Stadt zu einer weiteren Entwicklung mit einem Cabela's und Target, die 2013 eine Bebauung auf dem ehemaligen X-Rite-Grundstück verankerten. 2016 wurde eine neue Wohnanlage namens Grand Castle errichtet, die über 1 Million Quadratfuß und 400 Wohnungen in ihren Entwurf einbezog.

## Geographie
Nach Angaben des United States Census Bureau hat die Stadt eine Gesamtfläche von 7,67 Quadratmeilen (19,87 km2), wovon 7,27 Quadratmeilen (18,83 km2) auf Land und 0,40 Quadratmeilen (1,04 km2) auf Wasser entfallen.
Grandville liegt in der Nähe der südwestlichen Ecke von Grand Rapids. Die Westgrenze der Stadt Grandville ist gleichzeitig die Westgrenze des Bezirks Kent, die durch die Kenowa Avenue markiert wird; hier beginnen der Bezirk Ottawa und Jenison. Östlich und südlich von Grandville liegt die Stadt Wyoming. Nördlich von Grandville liegt die Stadt Walker.

## Demographie

### Volkszählung 2018
Zum Zeitpunkt der Volkszählung von 2018 lebten 15.952 Personen, 5.982 Haushalte und 4.160 Familien in der Stadt. Die Bevölkerungsdichte betrug 2.115,3 Einwohner pro Quadratmeile (816,7/km²). Es gab 6.276 Wohneinheiten mit einer durchschnittlichen Dichte von 863,3 Wohneinheiten pro Quadratmeile (333,3/km²). Die rassische Zusammensetzung der Stadt bestand zu 89,4 % aus Weißen, zu 1,3 % aus Afroamerikanern, zu 0 % aus Ureinwohnern, zu 1,1 % aus Asiaten, zu 4,6 % aus anderen Rassen und zu 3,7 % aus zwei oder mehr Rassen. Hispanoamerikaner oder Latinos jeder Rasse machten 8 % der Bevölkerung aus.
Es gab 5.982 Haushalte, von denen 33,5 % Kinder unter 18 Jahren hatten, die mit ihnen zusammenlebten, 77 % waren verheiratete Paare, die zusammen lebten, 18 % hatten einen weiblichen Haushaltsvorstand ohne Ehemann, 5 % hatten einen männlichen Haushaltsvorstand ohne Ehefrau. 32 % waren Nicht-Familien. Die durchschnittliche Familiengröße lag bei 3,1.
Das Durchschnittsalter in der Stadt lag bei 35,2 Jahren. 26 % der Einwohner waren jünger als 20 Jahre, 28,9 % waren zwischen 20 und 39 Jahre alt, 21,2 % zwischen 40 und 59 und 24 % waren 60 Jahre oder älter. Die Geschlechterverteilung in der Stadt war 49 % männlich und 51 % weiblich.

## Verwaltung
Grandville operiert unter einer ratsleitenden Regierungsform. Ken Krombeen, der Stadtverwalter, wird vom Stadtrat ernannt, um als Exekutivorgan der Stadt zu fungieren und alle Abteilungen zu beaufsichtigen. Der Stadtrat besteht aus sechs Mitgliedern und einem Bürgermeister, die alle in ihrer Gesamtheit gewählt werden. Der Bürgermeister hat eine weitgehend zeremonielle Funktion, da er kein Vetorecht besitzt. Alle zwei Jahre werden drei Mitglieder des Rates gewählt.
Der Geschäftsinhaber Steven Maas ist derzeit Bürgermeister der Stadt, nachdem er 2013 den langjährigen Bürgermeister Jim Buck abgelöst hat.
Carole Pettijohn, ehemalige Bürgermeisterin, dienstältestes Ratsmitglied und einzige Frau im Rat, trat 2019 in den Ruhestand. J.R. Vanderwall wurde als Business Manager ernannt, um ihre freie Stelle zu besetzen.
Derzeit gehören dem Stadtrat sieben Männer an. Im Jahr 2019 trat Tim Steenstra, pensionierter Direktor der Grandville Christian Schools, zusammen mit seinem Sohn Andy, einem Verkaufsleiter, in den Rat ein. Die beiden sind das erste Vater-Sohn-Duo des Stadtrats in der Geschichte der Stadt. Der konstituierende Verbindungsmann des ehemaligen Senators Carl Levin, Paul Troost, der Lehrer Justin Noordhoek und der registrierte Krankenpfleger Josh Meringa bilden den Rest des Rates.

## Wirtschaft und Tourismus
Von 1987 bis 2007 beherbergte der Ort den Firmensitz von dem Spektralphotometer-Hersteller X-Rite, einer heutigen Tochter von Danaher Corporation. Heute dient es mit der RiverTown Crossings-Mall als Einkaufszentrum in der Metropolregion. Im Jahr 2013 wurden außerdem zwei Geschäfte, Cabela's und Target, zu Ankern einer Bebauung auf dem früheren Xrite-Gelände gegenüber Rivertown Crossings.
Die RiverTown Crossings Mall wurde am 3. November 1999 eröffnet und ist ein zweistöckiges, geschlossenes überregionales Einkaufszentrum in Grandville. Es hat fünf Ankerpunkte: Sears, Macy’s, Kohl's, JCPenney und Dick’s Sporting Goods. Das Einkaufszentrum verfügt über insgesamt mehr als 130 Geschäfte mit etwa 1.249.697 Quadratfuß (116.100,7 m²) verfügbarer Verkaufsfläche. Außerhalb des Einkaufszentrums gibt es mehr als 6.000 Parkplätze. In der Mall befinden sich Lebensmittel- und Getränkehändler. Es gibt auch einen Food Court mit einem Karussell im Zentrum, der von 8 Schnellrestaurants umgeben ist. In der Nähe des Food Courts befindet sich auch ein Kinosaal mit 20 Leinwänden des Celebration! Cinema. Das Kino dient als einer der Ankermieter des Einkaufszentrums und ist eines der beliebtesten Kinos in Michigan, das nacheinander als eines der Top 3 Kinos im Bundesstaat Michigan auftritt.
Grandville besitzt außerdem eine Vielzahl von Parks, Wander- und Radwegen. Man kann den Grand River bei einer Picknick-Kreuzfahrt an Bord des Grand Lady Riverboat erleben, das den Schaufelraddampfern nachempfunden ist, die in den 1800er Jahren den Fluss befuhren.
Besucher werden besonders das kleinstädtische Gefühl genießen.

## Bildung
Grandville beherbergt 14 öffentliche Schulen mit rund 9000 Schülern, davon sechs Kindergärten, sechs Grundschulen und zwei weiterführende Schulen. Zum anderen schließt der Grandville Schulbezirk ebenfalls 7 Privatschulen ein, davon zwei Kindergärten, drei Grundschulen und zwei weiterführende Schulen.
Die Einschreibung von Minderheiten liegt derzeit bei 26 % der Schülerschaft (mehrheitlich Hispanoamerikaner) und damit unter dem Durchschnitt der öffentlichen Schulen in Michigan von 34 % (mehrheitlich Schwarze).
Der Grandville-Schulbezirk gehörte in der Rangliste für das Schuljahr 2017–2018 zu den besten 20 % aller 869 Schulbezirke in Michigan (basierend auf kombinierten Daten aus Mathe- und Lesekompetenz-Tests).

## Öffentliche Sicherheit
Im Jahr 2000 wurde gegenüber dem Rathaus an der Kreuzung Prairie und Wilson eine neue Feuerwache gebaut, um 2003 neben dem Rathaus und der Kent District Library auf der Wilson Avenue, Platz für eine neue Polizeiwache und ein neues Justizgebäude zu schaffen.

## Persönlichkeiten
- Rob Bell (* 1970), Pastor
- Devin Booker (* 1996), Basketballspieler für die Phoenix Suns
- David Agema, Michigan State Representative
- Allyssa DeHaan, Hochschulsportlerin im Basketball
- Brent Gates, professioneller Baseballspieler
- Hai Du Lam, professioneller League of Legends Spieler
- Terri Lynn Land, ehemalige Staatssekretärin von Michigan
- Benny McCoy, professioneller Baseballspieler